# 2-23-03 - Perth, Australia
Perth Australia February 23rd 2003 è il primo della collana di sette bootleg registrata dai Pearl Jam dopo l'uscita dell'album di studio Riot Act.

## Formazione
- Voce - Eddie Vedder
- Chitarra - Mike McCready
- Chitarra - Stone Gossard
- Basso - Jeff Ament
- Batteria - Matt Cameron

## Tracce

### Disco 1
1. Long Road
2. Save You
3. Gods' Dice
4. Corduroy
5. Given To Fly
6. Even Flow
7. Get Right
8. Cropduster
9. Jeremy
10. Small Town
11. I Am Mine
12. Love Boat Captain
13. MFC
14. Improv.
15. Habit

### Disco 2
1. You Are
2. Wishlist
3. 1/2 Full
4. Insignificance
5. Go
6. Encore Break
7. Do the Evolution
8. Betterman
9. Doughter
10. Crazy Mary
11. Encore Break
12. Throw Your Arms Around Me
13. Alive
14. Fortunate Son

## Crediti
- Missato da Brett Eliason
- Engineered By John Burton
- Masterizzato da Ed Brooks al RFI
- Designed Concept I.A
- Designed and layout Brad Klausen